# San Nazzaro Val Cavargna
San Nazzaro Val Cavargna är en ort och kommun i provinsen Como i regionen Lombardiet i Italien. Kommunen hade 298 invånare (2018).